# Okolona (Arkansas)
Okolona è un comune degli Stati Uniti d'America, situato in Arkansas, nella contea di Clark.